# Mejoramiento genético

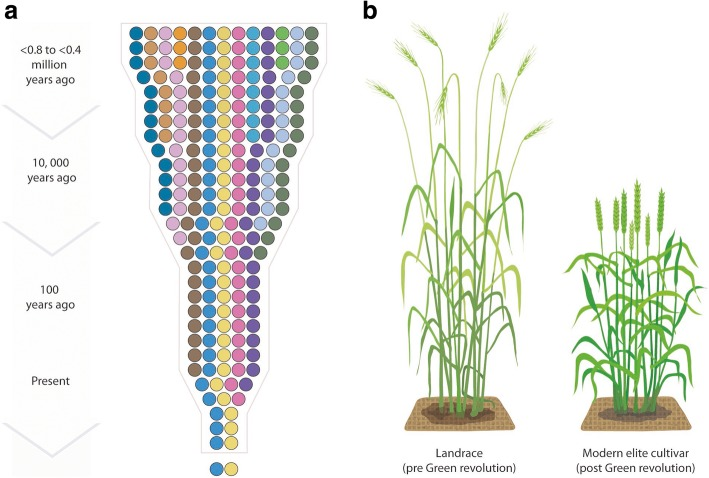
Desarrollo de cultivos a lo largo del tiempo, incluida la pérdida de diversidad debido a cuellos de botella genéticos de la domesticación.

El mejoramiento genético es la ciencia de incrementar la productividad, la resistencia al medio ambiente y a las enfermedades presentes en el mismo, generando una mejor adaptación de las especies animales y vegetales domésticas o la belleza y calidad de sus productos, por medio de modificaciones del genotipo (la constitución genética) de los individuos. Se puede entender también como una disciplina que gestiona recursos genéticos de especies con interés económico actual o potencial mediante selección y mejora de caracteres deseados, con la finalidad de incrementar y estabilizar mayores niveles productivos y de adaptabilidad en un grupo de la descendencia y, a la vez, asegurar la conservación a largo plazo de la variabilidad genética poblacional existente y su biodiversidad. No solo se basa en las cosas negativas, algunos mejoramientos que brindan los alimentos genéticamente modificados van desde mayor cantidad de alimento con poca mano de obra como la resistencia a algunos químicos y plagas.

## Disciplina científica
Como disciplina científica está basada en la concurrencia de conocimientos de campos diversos: leyes genéticas de la herencia, Genética cuantitativa, de poblaciones y de la conservación, Genética molecular, Biotecnología y métodos estadísticos.

## Factores que influyen en la adaptación de las distintas especies
Los factores bióticos adversos, a los que hace referencia la definición, son todos las plagas y enfermedades, (principalmente insectos dañinos y hongos, bacterias y virus perjudiciales, respectivamente) que afectan el rendimiento o productividad, o desmejoran el valor económico de productos de origen animal o vegetal.
Los agentes abióticos adversos son todos los factores físicos medioambientales climáticos y edafológicos (del suelo) que reducen, frenan o impiden el máximo rendimiento o productividad potencial de un cultivo o ejemplar ganadero, como, por ejemplo, el exceso de sales en el suelo o en el agua, el calor o frío extremos, la deficiencia hídrica. En tal sentido, el rango de adaptación de una especie se refiere, generalmente, a los niveles de estos factores físicos que la especie de interés es capaz de tolerar para dar una producción rentable, tales como el nivel de tolerancia de animales a permanecer en zonas anegadas, o la latitud extrema que soporta un determinado cultivo, el fotoperiodo para florecer adecuadamente o el nivel de sensibilidad a heladas.

## Cualidades para el mercado de las especies
La calidad hace referencia a las cualidades que determinan el precio de mercado del producto final buscado. Pueden ser organolépticas como en el caso de frutas y verduras, cuantitativas como el porcentaje de proteína en trigo o el contenido de grasa butirométrica en el ganado lechero o, incluso, puede estar relacionada con la vida media del producto en post-cosecha (durabilidad de flores de tulipán).

## Requisitos importantes al inicio de un programa de mejoramiento
Todo lo anterior implica que uno de los requisitos importantes al inicio de cualquier programa de mejoramiento es el conocimiento de la magnitud y estructura genética de la variación en las poblaciones naturales. De no existir suficiente variación disponible en características de interés en la población natural, es necesario crearla en forma artificial, ya sea mediante hibridación intra o interespecífica (ej. heterosis), mutación, inducción de poliploidia, o inclusive mediante el uso de técnicas más sofisticadas como la hibridación somática o la ingeniería genética.
Aunque la variación natural existe y puede reconocerse a diferentes niveles, la variación más empleada en los programas de mejoramiento genético es la que existe entre poblaciones de diferentes procedencias y entre individuos dentro de una población. El primer nivel de variación (interpoblacional) generalmente tiene su mayor contribución en las características de importancia adaptativa, mientras que el segundo nivel (intrapoblacional) es más útil en características de interés económico, tales como velocidad de crecimiento, características de la madera en leñosas o tasa de conversión de pasto en carne en vacunos.